# Cefotiam
Cefotiamul este un antibiotic din clasa cefalosporinelor de generația a treia, fiind utilizat în tratamentul unor infecții bacteriene. Calea de administrare este injectabilă.
Molecula a fost patentată în anul 1973 și a fost aprobată pentru uz medical în anul 1981.